# Номенклатура дел
Номенклатура дел — систематизированный перечень наименований дел, которые образуются в делопроизводстве предприятия и является основой для составления описей дел постоянного и временного (свыше 10 лет) хранения и основным учетным документом в делопроизводстве.
Номенклатура дел нужна для:
- быстрого поиска документов за их видами;
- распределения сделанных документов по делам;
- установление сроков хранения;
- создание справочной картотеки исполненных документов.

Существует три вида номенклатурных дел:
1. Типичная — обязательная;
2. Образцовая — рекомендуемая;
3. Индивидуальная.

Типичная и приблизительная номенклатура дел разрабатываются и рассылаются вышестоящими организациями — министерствами, ведомствами, главными управлениями, облисполкомами, промышленными объединениями и т. д. и согласуются с архивными учреждениями.
На основе типовой и примерной ВС организации разрабатывают индивидуальную номенклатуру дел. Ответственность за разработку номенклатуры дел обычно возлагается на заведующего канцелярией или сектором делопроизводства, секретариат или секретаря.
Номенклатуру дел структурного подразделения разрабатывает его руководитель, привлекая к этой работе специалистов и лиц, ответственных за делопроизводство.
Номенклатура дел структурного подразделения печатается в 3-х экз., Подписывается руководителем структурного подразделения, согласовывается с архивом учреждения и передается:
1. экз. — Канцелярии;
2. экз. — Структурному подразделению;
3. экз. — В архив.

После создания номенклатура дел структурными подразделениями составляется сводная номенклатура дел всего учреждения, которая состоит из номенклатуры дел всех подразделений, затем утверждается руководителем и согласовывается с архивным учреждением.
Сводную номенклатуру дел в учреждениях разрабатывает руководитель канцелярии или секретарь. К разработке привлекают заведующего ведомственным архивом или сотрудника, ответственного за архив.
В сводной номенклатуре дел в первой графе проставляют индексы дел.
Во второй графе указывают наименование разделов номенклатуры дел. Индексы разделов соответствуют индексами структурных подразделений.
Третью графу номенклатуры заполняют в структурном подразделении в конце года, когда известно количество дел и томов, образовавшихся в прошлом году.
В четвертой графе указывают срок хранения дел и номер статьи перечня, согласно которой он установлен.
В графе «Примечания» в течение периода действия номенклатуры проставляются отметки: о заведении дел, уничтожение дел, передачу их в архив учреждения или другие учреждения, о переходящих делах и т. д.
В сводной номенклатуре дел первым разделом относится делопроизводственная служба (канцелярия), а общественные организации — в конце после структурных подразделений. Например: канцелярия, производственно-технический отдел, плановый отдел, бухгалтерия, отдел кадров, профсоюзный комитет.
Номенклатура дел учреждения печатается в нескольких экземплярах. Первый экземпляр хранится в канцелярии, второй — используется канцелярией как рабочий экземпляр; третий — находится в ведомственном архиве как рабочий документ; четвертый — направляется в государственный архив.
Номенклатура дел вводится в действие с 1 января следующего года. Если функции и задачи учреждения не меняются, номенклатура дел может оставаться в течение нескольких лет без изменений. Однако, она подлежит пересдаче и согласованию не реже одного раза в пять лет.
В конце текущего года заполняется итоговая запись о количестве заведенных дел в год. Итоговая запись в номенклатуре дел подписывается руководителем канцелярии, утверждается руководителем организации и согласовывается с архивом учреждения.